# Перевал Дятлова (телесериал)
«Перева́л Дя́тлова» — российский телесериал в жанре исторической драмы, созданный кинокомпанией «1-2-3 Production». Проект основан на реальных событиях и состоит из восьми серий, посвящённых гибели тургруппы Игоря Дятлова в начале 1959 года и расследованию причин произошедшего.
Создателям телесериала — режиссёрам и продюсерам Валерию Федоровичу и Евгению Никишову и сценаристу Илье Куликову — удалось получить доступ к закрытым материалам дела 1959 года и материалам доследования 2000-х годов, а также детально изучить дневники погибших студентов.
Многие персонажи телесериала — реальные люди, и их биографии воссозданы с документальной точностью. Вымышленными являются главный герой, майор КГБ Олег Костин, а также Шуманова, Окунев и персонажи из сцен времён Великой Отечественной войны.
Премьера телесериала состоялась 16 ноября 2020 года на телеканале «ТНТ» и видеосервисе «Premier».

## Сюжет
В ночь с 1 на 2 февраля 1959 года в окрестностях горы Холатчахль на севере Свердловской области погибает группа из девяти студентов под руководством Игоря Дятлова. За 16—18 дней участники похода, посвящённого XXI съезду КПСС, должны были преодолеть на лыжах не менее 300 километров и совершить восхождения на две вершины Северного Урала: Отортен и Ойкачахл. Следственной группе во главе с майором КГБ Олегом Костиным предстоит разобраться в причинах трагедии.
Нечётные серии посвящены расследованию, а чётные — описывают историю похода.

## Актёры и художественные персонажи

### В главных ролях
| Актёр                | Роль |
| -------------------- | --- |
| Пётр Фёдоров         | Олег Дмитриевич Костин майор КГБ |
| Мария Луговая        | Екатерина Андреевна Шуманова судмедэксперт |
| Андрей Добровольский | Александр Окунев капитан Управления КГБ по Свердловской области |
| Иван Мулин           | Игорь Алексеевич Дятлов 23 года, руководитель похода, студент 5-го курса радиотехнического факультета УПИ                                                                    |
| Александр Метёлкин   | Юрий Николаевич Дорошенко 21 год, участник похода, студент 4-го курса радиотехнического факультета УПИ                                                                       |
| Ирина Лукина         | Людмила Александровна Дубинина 20 лет, участница похода, студентка 4-го курса строительного факультета УПИ                                                                   |
| Егор Бероев          | капитан КГБ Семён (Александр) Алексеевич Золотарёв 37 лет, участник похода, инструктор Коуровской турбазы, выпускник Института физической культуры Белорусской ССР 1950 года |
| Евгений Антропов     | Александр Сергеевич Колеватов 24 года, участник похода, студент 4-го курса физико-технического факультета УПИ                                                                |
| Мария Мацель         | Зинаида Алексеевна Колмогорова 22 года, участница похода, студентка 5-го курса радиотехнического факультета УПИ                                                              |
| Максим Емельянов     | Георгий (Юрий) Алексеевич Кривонищенко 23 года, участник похода, выпускник строительного факультета УПИ 1957 года, прораб                                                    |
| Роман Евдокимов      | Рустем Владимирович Слободин 23 года, участник похода, выпускник механического факультета УПИ 1958 года, инженер                                                             |
| Юрий Дейнекин        | Николай Владимирович Тибо-Бриньоль 23 года, участник похода, выпускник строительного факультета УПИ 1958 года, инженер                                                       |
| Максим Костромыкин   | Юрий Ефимович Юдин 21 год, участник похода, студент 4-го курса инженерно-экономического факультета УПИ                                                                       |

### В ролях
| Актёр               | Роль |
| ------------------- | --- |
| Алексей Кирсанов    | Василий Иванович Темпалов прокурор Ивделя                                                                                  |
| Павел Ворожцов      | Лев Никитич Иванов следователь прокуратуры Свердловской области                                                            |
| Сергей Шакуров      | Дмитрий Андреевич Рудаков, генерал-лейтенант, начальник 2-го главного управления КГБ (прототип — Олег Михайлович Грибанов) |
| Ёндонгийн Цог       | старик-хант |
| Тимур Романов       | Унху мальчик-хант |
| Георгий Бессонов    | Екор хант |
| Елена Маркова       | Эви хант |
| Кирилл Васильев     | Фокин |
| Михаил Кремер       | Бабичев майор КГБ |
| Владимир Симонов    | Кириленко первый секретарь Свердловского областного комитета КПСС                                                          |
| Алексей Вертков     | Владимир Яхромеев капитан, командир «летучего отряда»                                                                      |
| Евгений Ткачук      | Булыгин капитан, командир «летучего отряда»                                                                                |
| Алексей Бардуков    | Виктор Шуманов сержант-разведчик                                                                                           |
| Азамат Нигманов     | Вася разведчик |
| Андрей Арзяев       | Егорыч старшина-разведчик                                                                                                  |
| Олег Васильков      | Борис Слобцов руководитель поисковой группы                                                                                |
| Артём Семакин       | Евгений Масленников руководитель поисковой группы                                                                          |
| Полина Чернышова    | жена Темпалова |
| Александр Коновалов | Коля сын Кати |
| Сергей Неудачин     | Ремпель лесничий |
| Михаил Орлов        | «Костя Жмых» беглый заключённый                                                                                            |
| Алексей Шевченков   | Волков капитан НКВД |
| Евгений Романцов    | Боря Ельцин выпускник УПИ, не принятый в группу                                                                            |
| Данил Иванов        | сержант Егоров |
| Феликс Шультесс     | Пауль |
| Алексей Шемес       | полковник |
| Елена Тронина       | Марта |

## Эпизоды
| № | Название  | Режиссёр                            | Автор сценария                    | Дата премьеры  |
| --- | --------- | ----------------------------------- | --------------------------------- | -------------- |
| 1 | «Серия 1» | Валерий Федорович и Евгений Никишов | Илья Куликов                      | 16 ноября 2020 |
| Конец февраля 1959 года. Майор КГБ Олег Костин прилетает на Урал расследовать дело о гибели тургруппы Игоря Дятлова. Подробности трагедии неизвестны, и сначала нужно провести вскрытие 5 найденных тел туристов (Кривонищенко, Дорошенко, Дятлова, Колмогоровой и Слободина). Костин привлекает для вскрытия местного эксперта Екатерину Шуманову, которая является вдовой его погибшего фронтового товарища Виктора. Выясняется, что в поход должны были идти 10 человек, но в последний момент Юрий Юдин сошёл с маршрута, сославшись на травму ноги. Костин допрашивает Юдина и параллельно вспоминает свой фронтовой опыт последних недель войны, когда его разведгруппа обнаружила в лесу недалеко от Берлина загадочный замок, не обозначенный на картах, в котором «Аненербе» проводила свои эксперименты над людьми. |           |                                     |                                   |                |
| 2 | «Серия 2» | Павел Костомаров и Степан Гордеев   | Василий Внуков и Александр Сысоев | 17 ноября 2020 |
| Действие переносится в январь 1959 года. Игорь Дятлов получает в УПИ разрешение выйти на маршрут, но при этом в группу включается неизвестный ребятам опытный инструктор Александр Золотарёв. Во время пути группы к началу лыжного маршрута Юрию Юдину снятся кошмары. Ребята останавливаются в посёлке 2-го Северного рудника — последнем оплоте цивилизации перед уходом на маршрут. Женщина-манси предупреждает Дятлова, Золотарёва и Юдина об опасности их маршрута. Дятлов тайком смотрит документы Золотарёва и узнаёт, что того на самом деле зовут Семён. Золотарёв объясняет ребятам, что имя Саша он использует в качестве благодарности командиру, который спас ему жизнь; оказывается, что Золотарёв во время войны был вовлечён в историю с людьми из замка «Аненербе» и в результате инцидента он получил от немецкого офицера загадочное кольцо с черепом. Юдин в последний момент отказывается продолжать путь и прощается с девятью туристами, уходящими в зимний лес. |           |                                     |                                   |                |
| 3 | «Серия 3» | Валерий Федорович и Евгений Никишов | Илья Куликов                      | 18 ноября 2020 |
| Генерал Второго главного управления КГБ Рудаков вызывает Костина в Москву и сообщает, что Золотарёв был капитаном КГБ и служил в Нижнетагильском отделе комитета. У группы имелся прибор для замера радиации, а Золотарёв был приставлен к туристам для контроля. Также Рудаков даёт Костину прочитать сообщение о неких загадочных шарах в небе над Уральскими горами, но не поясняет, что это такое. Костин отправляется в Нижний Тагил, где буквально за несколько часов возникает и отпадает версия браконьеров: в силу стечения обстоятельств он раскрывает связь местных сотрудников МВД и охраны Ивдельлага с незаконным охотничьим промыслом и обезвреживает браконьеров. Выясняется, что Золотарёв перед походом занимался расследованием деятельности браконьеров, но Костину связи между этим и гибелью туристов не обнаружено. Во флешбэке выясняется, что в апреле 1945 года Костин пытался покончить жизнь самоубийством, получив известия о гибели жены и ребёнка, но по стечению обстоятельств его спас именно Золотарёв, однако сам Костин не видел лица своего спасителя, не знает его имени. Костин решает провести ночь в палатке на том самом месте, где погибла группа. Проснувшись ночью, он видит в небе над горами три летящих светящихся шара, как в сообщении, которое ему дал прочитать Рудаков. Костин фотографирует шары и делает запись в блокноте. |           |                                     |                                   |                |
| 4 | «Серия 4» | Павел Костомаров и Степан Гордеев   | Василий Внуков и Александр Сысоев | 19 ноября 2020 |
| Январь 1959 года. Группа идёт по маршруту. Недалеко от туристов на оленьей упряжке с охоты возвращаются старик-хант с 6-летним внуком. Дед говорит, что туристы обречены, и скоро Сорни най «заберёт» их, предостерегая внука от контакта с ними. Туристы обнаруживают захоронение манси, поднятое на нартах над землёй. Рядом старик-хант находит берлогу медведя, но зверя там нет; старик считает, что его разбудили туристы. В одну из ночей Золотарёв выходит из палатки, видит медведя и ранит его из пистолета. Ночью туристы видят в небе три летящих светящихся шара, но решают, что это некие испытания, о которых лучше не упоминать. Во время привала Золотарёву мерещится обмороженный мертвец в немецкой форме, у Семёна начинается припадок, ребята относят его в палатку. Золотарёв приходит в себя и объясняет приступ контузией. На вопрос о кольце с черепом Золотарёв говорит, что это трофей с войны, который он считает оберегом, но снимает кольцо с пальца, так как пора расстаться с этим суеверием. Ночью мальчик-хант всё же решает предупредить туристов об опасности и идёт к их палатке, когда дед засыпает у костра. Мальчик рассказывает Люде Дубининой об опасности и убегает обратно, но в лесу натыкается на медведя. Подоспевший дед убивает зверя из винтовки. Дятлов рассказывает остальным, что ещё в посёлке женщина-манси предупреждала их об опасности похода и проклятии Сорни най. В небе вновь появляются три летящих шара. В этот момент к палатке туристов выходит измождённый человек на лыжах, просит о помощи и падает у костра. |           |                                     |                                   |                |
| 5 | «Серия 5» | Валерий Федорович и Евгений Никишов | Илья Куликов                      | 23 ноября 2020 |
| Костин сообщает генералу Рудакову о том, что светящиеся шары видел не только он, но и многие жители Свердловской области. Рудаков рассказывает, что это были секретные испытания межконтинентальной ракеты Р-7, но они не могли стать причиной гибели группы. Версия испытания секретного оружия отпадает. В мае Шуманова с сыном приезжают в Москву в гости к Костину. В первых числах мая находят оставшиеся 4 тела туристов из группы Дятлова (Дубининой, Тибо-Бриньоля, Колеватова и Золотарёва) и Костин с Шумановой возвращаются на Урал для продолжения расследования. Костин находит стреляную гильзу рядом с местом гибели группы. Шуманова не находит огнестрельных или колото-резаных ранений, но приходит к выводу, что смерть нескольких туристов была насильственной из-за тяжёлых травм неясного происхождения. Костин решает проверить, не было ли зимой побегов из колоний Ивдельлага. Выясняется, что в январе в один день в колонии умерли трое заключённых, а также якобы «случайно погиб» один из членов так называемого «летучего отряда», который занимается поимкой беглых заключённых. Командир одного из двух «летучих отрядов» Яхромеев оказывается знаком с Костиным по последним дням войны, и он подтверждает, что из колонии был побег, но его группа никого не нашла, а в другой группе под командованием Булыгина погиб сотрудник. Яхромеев характеризует Булыгина как очень жестокого человека. Во время разговора Костина с Булыгиным раздаётся выстрел — это застрелился начальник колонии. Увидев это, Булыгин уходит в тайгу, Костин и Яхромеев отправляются вслед за ним. |           |                                     |                                   |                |
| 6 | «Серия 6» | Павел Костомаров и Степан Гордеев   | Василий Внуков и Александр Сысоев | 24 ноября 2020 |
| 1 февраля 1959 года. Вышедший к костру человек говорит, что он охотник и заблудился в тайге. Ночью Золотарёв видит, как «охотник» ворует продукты туристов, и вызывает того на разговор. Человек сознаётся, что на самом деле он — беглый заключённый «Костя Жмых» и с ним бежали ещё двое, которые собирались съесть его как «кабанчика», но он сумел уйти от них. Золотарёв настаивает, чтобы Жмых с утра покинул туристов. С утра Дятлов и Колмогорова идут обследовать подступы к Отортену. Игорь говорит Зине, что они не могут быть вместе, так как Зина ранее встречалась с его другом Дорошенко, и Дятлов рассматривает их возможные отношения с Зиной как предательство по отношению к Дорошенко. Зина находит на склоне два замёрзших трупа. Буквально тут же Игорь и Зина встречают «летучий отряд» под командованием Булыгина, вооружённый автоматами. Студенты признаются, что видели тела на склоне. Булыгин требует у туристов документы, и они вместе отправляются к палатке. «Костя Жмых» просит Золотарёва не выдавать его, считая, что группа Булыгина убьёт его на месте. Булыгин проверяет документы, но не обнаруживает Жмыха, предупреждая туристов, что вернётся, если узнает, что они его обманули. Жмых уходит от туристов, на прощание Золотарёв решает отдать ему своё кольцо-оберег. Мальчик-хант заболевает, и старик везёт его домой. В сильную метель Люда Дубинина отстаёт от группы, но Тибо-Бриньоль возвращается за ней. Группа уходит вперёд на несколько сотен метров и не замечает пропажи друзей. Неожиданно туристы видят юрту. Дятлов отправляет пятерых человек к юрте, а сам с Дорошенко идёт искать Дубинину и Тибо-Бриньоля. В юрте живут ханты, муж впускает туристов, хотя его жене это не нравится. Дятлов и Дорошенко находят Дубинину и Тибо-Бриньоля, все вместе они также направляются в юрту. Дорошенко говорит, что не против отношений Дятлова и Колмогоровой, если Игорь по-настоящему любит Зину. Ночью, когда туристы легли спать, в юрту возвращается старик-хант, который привёз своего больного внука; он живёт здесь вместе с родителями мальчика. Старик прогоняет туристов, пеняя зятю и дочери, что они впустили «мертвецов». Туристы обустраивают лабаз с вещами и продуктами, чтобы не брать тяжёлые вещи при восхождении на Отортен. Дубинина высказывает нехорошие предчувствия и сомневается, стоит ли идти дальше, её поддерживает Тибо-Бриньоль, указывая на сильную метель. Дятлов, понимая усталость туристов и сложность условий, предлагает проголосовать, готова ли группа идти по намеченному маршруту дальше или стоит вернуться. Люда первой голосует за продолжение пути, отбросив свои сомнения. Группа уходит на перевал. Заключительный титр — «До гибели группы Дятлова осталось 8 часов». |           |                                     |                                   |                |
| 7 | «Серия 7» | Валерий Федорович и Евгений Никишов | Илья Куликов                      | 25 ноября 2020 |
| Костин, Яхромеев и ещё несколько солдат преследуют Булыгина, который ушел с автоматом в тайгу, но попадают в засаду. Булыгин убивает двух солдат из группы Костина, но затем его самого смертельно ранят. Перед смертью Булыгин рассказывает правду: из лагеря Ивдельлаг бежали трое заключённых. Двоих группа Булыгина настигла и пустила в расход, но третьему, самому опасному, «Косте Жмыху», удалось уйти (именно его и встретили дятловцы). Во время поисков они набредают на тургруппу Дятлова, Булыгин проверяет у них документы и уходит. Позднее его группа находит Жмыха, который в лесной избушке зарубил топором целую семью из 5 человек. Загадочным образом Жмыху, который теперь носит кольцо-оберег Золотарёва, вновь удаётся бежать, убив одного из людей Булыгина. Рассказав о случившемся, Булыгин умирает. Версия гибели группы от рук беглого зэка отпадает. Костин вспоминает гибель своего фронтового товарища Виктора Шуманова: в начале мая 1945 года они наводили артиллерию на немцев, но один из них зашёл в тыл. Костин пытался убить его, но получил ранение в ногу. На позицию бойцов бросают три осколочные гранаты, и Виктор заслоняет Костина собой. В 1959 году Костин решает пообщаться с манси и отправляется недалеко от горы Холатчахль. Он вместе со стариком отправляется в горы. Там старик говорит Костину, что за его жизнью уже давно охотится бог войны, но пока за Костина платили своей жизнью другие. Костин возвращается в город и излагает следователю свою версию: дятловцы погибли из-за того, что палатку завалило снегом и они пытались найти лабаз, неся на себе раненых товарищей, но заблудились. Он признаётся Шумановой, которая уже узнала из газетной заметки военных времён, что Костин был сослуживцем её мужа, что давно хотел приехать к ней и сам вызвался на это задание. |           |                                     |                                   |                |
| 8 | «Серия 8» | Павел Костомаров и Степан Гордеев   | Василий Внуков и Александр Сысоев | 26 ноября 2020 |
| Ночь с 1 на 2 февраля 1959 года. Группа решает поставить палатку для ночёвки на склоне безымянного перевала. Ночью при неблагоприятной погоде на склон сходит «доска» спрессованного снега и заваливает палатку. Дубинина, Золотарёв и Тибо-Бриньоль получают травмы; остальные ребята помогают им выбраться. Вслед за первой «доской» сходит и вторая, полностью заваливая палатку. Дятлов решает добраться всем составом до лабаза, где должны быть тёплые вещи. Без верхней одежды и обуви, в сильный мороз, группа пытается добраться до лабаза, но сбивается с пути, и несколько ребят сильно замерзают. Кривонищенко, Слободин и Дорошенко пытаются развести огонь около кедра. Дятлов тем временем понимает, что они пошли в другую сторону от лабаза, и предлагает отнести раненых к ручью неподалёку, где можно будет их укрыть в низине на настиле. Золотарёв просит Игоря оставить их с Николаем и отправиться вновь к лабазу, чтобы не тратить время, однако под влиянием Зины Дятлов всё же решает вести группу к ручью. Добравшись до ручья, Тибо-Бриньоль и Золотарёв умирают; перед смертью последний пытается помочь Дубининой выбраться, в этот момент ему мерещится убитый им на войне капитан НКВД, и Семён стреляет в него. Тем временем Дубинина, пытаясь выбраться из оврага у ручья, погибает. После неудачного разведения костра Кривонищенко и Дорошенко замерзают насмерть. Находившийся вместе с ними Колеватов добирается до ручья, где также погибает. Оставшиеся в живых Рустем Слободин, Зина Колмогорова и Игорь Дятлов планируют вернуться к палатке, до которой (по подсчётам последнего) 2030 шагов. Слободин решает уйти вперёд, добраться до палатки первым, и затем вернуться к обессилевшим друзьям с тёплыми вещами. Спустя время Дятлов и Колмогорова, не дождавшись возвращения Рустема, сами выдвигаются к палатке. По дороге Игорь Дятлов умирает, и Зине приходится идти одной. По пути она находит тело мёртвого Слободина. Последняя оставшаяся в живых, Зина Колмогорова продолжает подъём к палатке, но и она замерзает насмерть и падает на 650 шагу. Утром выздоровевший мальчик-хант просыпается и, выйдя из юрты, замечает в снегу утерянный компас погибшей группы. Заключительный титр — «2 февраля 1959 г. группа из девяти туристов под руководством Игоря Дятлова погибла в полном составе. Следствие во главе с Ивановым Л. Н. признало происшествие несчастным случаем, вызванный стихийной силой. В память о погибшей тургруппе расположенный неподалёку перевал назвали… ПЕРЕВАЛ ДЯТЛОВА». В конце серии показывается цветной флешбэк со сбором студентов перед походом. |           |                                     |                                   |                |

## Рейтинг
По данным компании Mediascope, сериал успешно стартовал в телеэфире. Первая серия стала лидером по просмотрам в России, собрав долю в 18,7 % по целевой аудитории «ТНТ» 14-44, оставив позади каналы «СТС» (9,5 %), «НТВ» (8,2 %), «Первый канал» (8,0 %) и «Пятый канал» (5,2 %).
Кинокритики назвали «Перевал Дятлова» лучшим российским сериалом 2020 года.
«Перевал Дятлова» признан лучшим российским сериалом 2020 года по версии Кино Mail.ru.
Третья национальная премия в области веб-индустрии — Лучший интернет-сериал (хронометраж эпизода — более 24 минут).

## Производство
Впервые о создании сериала было объявлено 5 декабря 2017 года на презентации телеканала «ТВ-3» в столичном кинотеатре «Москва». Режиссёром проекта был заявлен Вадим Перельман, а премьера должна была состояться в эфире канала «ТВ-3».
Съёмки пилотной серии прошли в начале 2018 года в Мурманской области, в Хибинских горах и в заброшенном посёлке Октябрьский.
1 февраля 2019 года, в 60-ю годовщину трагедии, телеканал «ТВ-3» представил первый тизер сериала. Также было объявлено о том, что характерной чертой проекта стало то, что часть материала, нечётные серии, сняты на плёнку, а режиссёрами выступили его продюсеры Валерий Федорович и Евгений Никишов.
Съёмки сериала проходили на Алтае и завершились осенью 2019 года. До съёмочной площадки членам съёмочной группы приходилось добираться 15 километров на тракторе или снегоходе.
В октябре 2019 года было объявлено о том, что премьера сериала состоится на онлайн-платформе «Premier» осенью 2020 года.
В августе 2020 года официально сообщили о премьере сериала в эфире телеканала «ТНТ».
4 октября 2020 года сериал стал главным проектом закрытия фестиваля «Comic Con Russia Online». Зрители онлайн-трансляции увидели трейлер, кадры первой серии, уникальные материалы со съёмочных площадок, а также узнали о том, как велась работа над проектом от молодых актёров, исполнивших роли студентов-«дятловцев»: Марии Мацель, Ирины Лукиной, Максима Костромыкина и Максима Емельянова.
В день премьеры, 16 ноября 2020 года, телеканал «ТНТ» и команда видеоагентства «Ruptly» запустили мультиплатформенный проект, который позволяет пользователям самостоятельно расследовать таинственную гибель группы Дятлова. Проект восстанавливает последние 10 дней из жизни группы Дятлова: от сбора вещей и поездки на автобусе к началу турпохода до самостоятельного восхождения по тропе манси к финальной точке маршрута на перевале, названном позже в честь погибших туристов.

## Мировое внимание
В сентябре 2019 года сериал был представлен на кинорынке TIFF в Торонто в рамках бизнес-миссии «Created in Moscow», где заинтересовал представителей кинофестивалей и онлайн-платформ.
В феврале 2020 года компания «Beta Film», в рамках Берлинского международного кинофестиваля «European film market», приобрела права на международную дистрибуцию сериала.
В июне 2020 года сериал был представлен на международном онлайн-фестивале российского аудиовизуального контента «Key Buyers Event: Digital Edition» и состоялась премьера трейлера проекта.
В сентябре 2020 года проект был представлен в рамках общей презентации североамериканского кинорынка TIFF Industry в Торонто.
Сериал был представлен в Великобритании в рамках онлайн-конференции «Content London».
Мировая премьера сериала должна была состояться в ноябре 2020 года в рамках основной конкурсной программы Женевского кинофестиваля, однако проведение фестиваля было отменено.
Немецкое подразделение «Disney» приобрело права для показа сериала на платном канале «Fox German» для немецкоговорящих зрителей. Также права на показ проекта были проданы платформе «SVOD Cirkus», которая рассчитана на аудиторию таких стран, как Швеция, Дания, Исландия, Финляндия и Норвегия.